# Peuplierung
Peuplierung bezeichnet die planmäßige Besiedlung eines nicht oder vergleichsweise dünn besiedelten Gebietes; sie ist somit eine Maßnahme der Bevölkerungspolitik. Im engeren Sinne meint Peuplierungspolitik eine im 17. bis 18. Jahrhundert praktizierte Methode zur Besiedlung etwa durch Krieg oder Seuchen entvölkerter Gebiete. Der Begriff ist über französisch peuple ‚Volk‘ von lateinisch populus abgeleitet.

## Gründe
Praktisch alle Peuplierungsmaßnahmen der Geschichte lassen sich vier Gründen zuordnen:
- Militärisch: Die neu angesiedelte Bevölkerung soll als potentielle Streitmacht eine Besetzung oder Durchquerung des Gebietes durch feindliche Kräfte verhindern; die Peuplierung geht dann meist einher mit der Schaffung militärischer Strukturen (Siedler werden bewaffnet und militärisch ausgebildet).
- Wirtschaftlich: Nutzbarmachung von Landwirtschaftsflächen, Bodenschätzen oder Energiequellen; Ansiedlung von handwerklichem und technischem Fachwissen
- Verkehrstechnisch: Landverkehrsverbindungen benötigen ein Minimum an Personal, um beispielsweise Herbergen oder Eisenbahnen zu betreiben. Um dieses Personal nicht auf Dauer „von fern“ versorgen zu müssen, benötigen die vorhandenen Ansiedlungen eine gewisse Mindestgröße für wirtschaftliche Autarkie.
- Bevölkerungspolitisch: Vermeidung extremer Bevölkerungskonzentrationen (und eventuell sozialer Spannungen), wenn anderswo ausreichend Land zur Verfügung steht (Beispiel: Pionierzeit in den USA).

Dabei gab häufig eine Kombination mehrerer Zwecke den Anstoß. Ein Beispiel ist die Gründung des Staates Israel. Hier suchten einerseits Menschen eine neue Heimat, andererseits sollte das Staatsgebiet militärisch gesichert und wirtschaftlich erschlossen werden (siehe: Israelische Siedlung).

## Motivation und Maßnahmen
Seit der Gründung von Staatswesen wurde Peuplierung häufig von Regierungen beschlossen. Je nach politischem System und äußeren Bedingungen wurden die Betroffenen auf unterschiedliche Weise zur Umsiedelung gebracht:
- Zwang: Die Umsiedelung in die zu besiedelnden Gebiete wird befohlen oder Menschen werden gewaltsam dorthin transportiert, mitunter auch als Strafe. Beispiele: Besiedelung der Region Sibirien oder der Strafkolonie Australien.
- Einräumung von Rechten: Ausländische Flüchtlinge oder auch Sträflinge erhalten Bürgerrechte, wenn sie sich in dem angewiesenen Gebiet ansiedeln. Beispiel: Zuwanderung von Juden und Hugenotten in die Ostgebiete Preußens, die Besiedlung der Militärgrenze des Habsburgerreiches.[3]
- Soziale und wirtschaftliche Anreize: Die Bewohner des zu bevölkernden Gebietes erhalten Prämien, Steuervorteile oder besondere Sozialleistungen, um freiwillige Umzüge zu befördern. Beispiel: In Skandinavien wird in den dünn besiedelten, aber rohstoffreichen Nordregionen besonders viel Geld für Sozialleistungen bereitgestellt.

## Historische Anlässe
Peuplierungen waren selten das ausschließliche Ergebnis politischer Planung, typischerweise wurden sie durch äußere Einflüsse angeregt:
- Kriegerischer oder friedlicher Zugewinn von Territorien, die gesichert und genutzt werden sollten (wie Kolonien)
- Entdeckung neuer Gebiete (Beispiel: Amerika)
- Entdeckung von Rohstoffen oder steigender Bedarf
- örtliche Überbevölkerung
- Entvölkerung durch Epidemien oder Kriege

## Geschichtliche Beispiele
Im Zeitalter des Absolutismus dienten Peuplierungsmaßnahmen zugleich einer merkantilistischen Wirtschaftspolitik. Solchen Zielen diente auch die Anwerbung von Fachkräften aus dem Ausland, was beispielsweis durch Steuererleichterungen oder die Gewährung von Religionsfreiheit geschah. Letztere hatte den Vorteil, dass sie nicht nur einzelne Personen oder Familien, sondern gleich ganze Glaubensgemeinschaften zur Ansiedlung bewegen konnte. Ein frühes Beispiel dafür war die Grafschaft Wied: Die Grafen betrieben seit 1662 eine systematische Toleranzpolitik gegenüber Glaubensflüchtlingen, darunter Hugenotten, Mennoniten, Herrnhuter und Inspirierte, um ihre neu gegründete Residenzstadt Neuwied schnell zu besiedeln.
Von den größeren deutschen Staaten setzte vor allem Brandenburg-Preußen auf religiöse Toleranz als Mittel der Peuplierung. Kurfürst Friedrich Wilhelm (1620–1688) erließ 1685 das Edikt von Potsdam, in dem er rund 20.000 aus Frankreich vertriebenen Hugenotten die Aufnahme in seinen Staaten zusicherte. Dazu kamen Einwanderer aus den Niederlanden und der Schweiz. Seinem Enkel, Friedrich II. von Preußen (1712–1786), nach dem die Friderizianische Kolonisation benannt ist, wird folgendes Zitat zugeschrieben: „Alle Religionen seindt gleich und guth, wan nuhr die leute, so sie profesiren, Ehrlige leute seindt, und wenn Türken und Heiden kämen und wollten das Land pöplieren, so wollen wir sie Mosqueen und Kirchen bauen“.